# Sowiecka Formuła Easter Sezon 1990
1990 – czternasty sezon Sowieckiej Formuły Easter. Składał się z trzech eliminacji. Mistrzem został Aleksiej Warawin (Estonia 21.10).

## Kalendarz wyścigów
| Runda | Data        | Tor   | Pole position | Najszybsze okrążenie | Zwycięzca (kierowcy) | Zwycięzca (zespoły) |
| ----- | ----------- | ----- | ------------- | -------------------- | -------------------- | ------------------- |
| 1     | 21 kwietnia | Kijów | ?             | ?                    | Aleksiej Warawin     | DOSAAF Kijów        |
| 2     | 17 czerwca  | Ryga  | ?             | ?                    | Aleksiej Warawin     | DOSAAF Kijów        |
| 3     | 23 września | Kijów | ?             | ?                    | Edgard Lindgren      | DOSAAF Moskwa       |

## Klasyfikacja kierowców
| Legenda oznaczeń w tabelach wyników Wyświetl szablon na nowej stronie | Legenda oznaczeń w tabelach wyników Wyświetl szablon na nowej stronie                                                                     |
| Oznaczenie                                                            | Wyjaśnienie |
| --------------------------------------------------------------------- | --- |
| Złoty                                                                 | Zwycięzca lub mistrzostwo |
| Srebrny                                                               | 2. miejsce lub wicemistrzostwo |
| Brązowy                                                               | 3. miejsce lub II wicemistrzostwo |
| Zielony                                                               | Ukończył, punktował (w klasyfikacji generalnej, gdy zdobył co najmniej jeden punkt na przestrzeni sezonu, poza trzema powyższymi opcjami) |
| Niebieski                                                             | Ukończył, nie punktował (w klasyfikacji generalnej, gdy nie zdobył co najmniej jednego punktu na przestrzeni sezonu)                      |
| Czerwony                                                              | Nie zakwalifikował się (NZ) |
| Czerwony                                                              | Nie prekwalifikował się (NPK) |
| Różowy                                                                | Nie ukończył (NU) |
| Różowy                                                                | Niesklasyfikowany (NS) (w klasyfikacji generalnej, gdy nie został sklasyfikowany w żadnym wyścigu sezonu)                                 |
| Czarny                                                                | Zdyskwalifikowany (DK) |
| Czarny                                                                | Wykluczony (WYK/EX) |
| Biały                                                                 | Nie wystartował (NW) |
| Biały                                                                 | Kontuzjowany (K/INJ) |
| Biały                                                                 | Wyścig odwołany (OD/C) |
| Bez koloru                                                            | Został wycofany (WYC/WD) |
| Bez koloru                                                            | Nie przybył (NP/DNA) |
| Bez koloru                                                            | Nie brał udziału w treningach (NT/DNP) |
| Bez koloru                                                            | Nie został zgłoszony (–) |
| Pogrubienie                                                           | Start z pole position |
| Kursywa                                                               | Najszybsze okrążenie wyścigu |
| †                                                                     | Nie ukończył, ale jego rezultat został zaliczony ze względu na przejechanie więcej niż 90% dystansu wyścigu.                              |
| *                                                                     | Sezon w trakcie |
| 1/2/3                                                                 | Punktowana pozycja w sprincie kwalifikacyjnym                                                                                             |
| Lista systemów punktacji Formuły 1                                    | |

| Poz. | Kierowca                 | Zespół                 | CZJ | RGA | CZJ | Punkty |
| ---- | ------------------------ | ---------------------- | --- | --- | --- | ------ |
| 1    | Aleksiej Warawin         | DOSAAF Kijów           | 1   | 1   | -   | 100    |
| 2    | Aleksandr Nesterow       | DOSAAF Moskwa          | 2   | 15  | 2   | 92     |
| 3    | Siergiej Odincow         | DOSAAF Moskwa          | 3   | 2   | 3   | 89     |
| 4    | Igor Gorszkow            | DOSAAF Baku            | 4   | 6   | 9   | 80     |
| 5    | Jüri Nuust               | Kalev Tallinn          | 5   | NU  | 5   | 80     |
| 6    | Heino Karikosk           | DOSAAF Tallinn         | 6   | 5   | NU  | 79     |
| 7    | Andriej Tanwiel          | DOSAAF Moskwa          | 10  | 3   | NU  | 78     |
| 8    | Władimir Andriejew       | DOSAAF Stawropol       | NU  | 8   | 4   | 78     |
| 9    | Aleksandr Sieropow       | Sowieckaja Armia Kijów | 7   | 10  | 6   | 77     |
| 10   | Lew Oganiesow            | Spartak Kropotkin      | 12  | 4   | NU  | 74     |
| 11   | Andriej Gusielnikow      | DOSAAF Togliatti       | 8   | 9   | -   | 73     |
| 12   | Walerij Moraczewskij     | DOSAAF Czernihów       | 11  | -   | 7   | 72     |
| 13   | Wagif Mamiedow           | DOSAAF Baku            | 18  | 17  | 10  | 63     |
| 14   | Aleksandr Kaziuczic      | DOSAAF Mińsk           | 20  | -   | 12  | 58     |
| 15   | Jaak Kuul                | DOSAAF Tallinn         | 19  | 14  | -   | 57     |
| 16   | Aleksiej Leżniew         | Spartak Leningrad      | 22  | 12  | -   | 56     |
| 17   | Edgard Lindgren          | DOSAAF Moskwa          | NU  | NU  | 1   | 50     |
| 18   | Ziedonis Meiers          | DOSAAF Ryga            | -   | 7   | -   | 38     |
| 19   | Jurij Fiedorenko         | Kijów                  | -   | -   | 8   | 37     |
| 20   | Siergiej Zatinackij      | DOSAAF Stawropol       | 9   | -   | -   | 36     |
| 21   | Jurij Gucaljuk           | Mińsk                  | -   | -   | 11  | 34     |
| 22   | Aleksandr Grankin        | Spartak Moskwa         | -   | 11  | -   | 34     |
| 23   | Władimir Girawienko      | DOSAAF Tbilisi         | -   | -   | 13  | 32     |
| 24   | Mati Kivi                | Kalev Haapsalu         | -   | 13  | -   | 32     |
| 25   | Aleksandr Łapkowskij     | DOSAAF Mińsk           | 13  | NU  | -   | 32     |
| 26   | Dmitrij Rybak            |                        | -   | -   | 14  | 31     |
| 27   | Toomas Kaljuste          | DOSAAF Tallinn         | 14  | NU  | -   | 31     |
| 28   | Andriej Rysiewiec        | DOSAAF Mińsk           | 15  | -   | -   | 30     |
| 29   | Walerij Sułtanow         | DOSAAF Machaczkała     | -   | 16  | 15  | 30     |
| 30   | Garegin Simonian         | DOSAAF Erywań          | 16  | -   | -   | 29     |
| 31   | Zurab Beżaszwili         | DOSAAF Tbilisi         | 17  | -   | NU  | 28     |
| 32   | Wiaczesław Szumiłow      | Spartak Moskwa         | 21  | -   | -   | 24     |
| NS   | Aleksandr Miedwiedczenko | Sowieckaja Armia Kijów | NU  | NU  | -   | 0      |
| NS   | Rain Pilve               | Kalev Tallinn          | NU  | NU  | -   | 0      |
| NS   | Margus Kask              | Kalev Haapsalu         | NU  | -   | -   | 0      |
| NS   | Boris Eylandt            | DOSAAF Tallinn         | NW  | NU  | -   | 0      |
| NS   | Armands Kenavs           | Lipawa                 | -   | NU  | -   | 0      |